# Moussa Fall
Ne doit pas être confondu avec Moussa Sagna Fall.
Moussa Fall (né le 28 août 1963 à Saint Louis) est un athlète sénégalais, spécialiste du 800 mètres.

## Biographie
Il remporte la médaille d'argent saut en hauteur lors des championnats d'Afrique 1984 et 1985 (2,17 m).
Son record personnel sur la distance, établi le 17 août 1988 à Zurich, est de 1 min 44 s 06 (record du Sénégal).

### Palmarès
| Date | Compétition            | Lieu     | Résultat | Épreuve   | Performance   |
| ---- | ---------------------- | -------- | -------- | --------- | ------------- |
| 1982 | Championnats d'Afrique | Le Caire | 2e       | 4 x 400 m | 3 min 5 s 75  |
| 1984 | Championnats d'Afrique | Rabat    | 2e       | 800 m     | 1 min 45 s 56 |
| 1984 | Championnats d'Afrique | Rabat    | 1er      | 4 × 400 m | 3 min 4 s 76  |
| 1985 | Championnats d'Afrique | Le Caire | 2e       | 800 m     | 1 min 45 s 95 |
| 1985 | Championnats d'Afrique | Le Caire | 3e       | 4 × 400 m |               |

### Records
| Épreuve | Performance   | Lieu   | Date         |
| ------- | ------------- | ------ | ------------ |
| 800 m   | 1 min 44 s 06 | Zurich | 17 août 1988 |